# Diego Mayora
Diego Armando Mayora Rengifo (Pucallpa, 1º febbraio 1992) è un calciatore peruviano, attaccante del Chavelines Juniors.

## Caratteristiche tecniche
È un centravanti.

## Carriera
Cresciuto nelle giovanili dello Sport Loreto, ha esordito nel campionato peruviano il 1º maggio 2015 in occasione del match perso 1-0 contro l'Alianza Atlético.